# Wild Is the Wind
«Wild Is the Wind» — композиция написанная Дмитрием Тёмкиным и Нэдом Вашингтоном. Оригинальная композиция была исполнена Джонни Мэтисом (англ. Johnny Mathis) для фильма «Дикий ветер», в 1957 году. Песня имела большой успех и была одной из пяти композиций, номинированных на премию «Оскар», хотя песня не выиграла статуэтку, Джонни Мэтис исполнил её на торжественной церемонии вручения наград киноакадемии, в марте 1958 года. Позже, Нина Симон записала свою версию песни, для одноименного альбома «Дикий ветер» (1966). Дэвид Боуи записал новый вариант этой композиции в 1976 году, для своего альбома «Station to Station». Боуи был поклонником вокального стиля Симон, и после встречи с ней в Лос-Анджелесе был вдохновлен сделать запись этой песни для своей пластинки.
В альбоме Ларри Янга «Contrasts» (1967) песню спела его жена Алтея. Голландская группа Clan of Xymox выпустила кавер-версию этой песни в 1994 году, в их альбоме «Headclouds». Австралийская/английская группа Fatal Shore записала свою версию «Wild Is the Wind» в 1997 году, в своём дебютном альбоме. Джордж Майкл перепел эту песню в своём альбоме 1999 года, «Songs from the Last Century», и Шарлин Мари Маршал записала свой вариант композиции в 2000 году, в альбоме «The Covers Record», а также её концертную версию для ITunes, в 2006 году.
Шотландский певец Билли Маккензи также записал свою версию этой песни; она была издана посмертно, в 2001 году в мини-альбоме «Wild Is the Wind» и в 2005 году, в альбоме «Transmission Impossible». Группа TV on the Radio семплировала версию Нины Симон, для их песни «Say You Do», которая появилась в их дебютном альбоме «ОК Calculator» (2002), музыканты издали его самостоятельно. В 2003 году, Барбра Стрейзанд записала эту песню для своего альбома «The Movie Album» (2003), а также сняла видеоклип. Версия «Wild Is the Wind» Нины Симон прозвучала в трейлере фильма «Дорога перемен» (2008). В 2010 году Bat for Lashes выпустила ограниченное количество синглов с концертной версии этой песни, исключительно для магазинов Record Store Day в Великобритании.
Версия Нины Симон звучит в начальных и финальных титрах фильма Алексея Учителя «Прогулка» (2003).

## Кавер-версия Дэвида Боуи

### Список композиций
1. «Wild Is the Wind» (Нэд Вашингтон, Дмитрий Тёмкин) — 3:34
2. «Golden Years» (Дэвид Боуи) — 3:22

### Участники записи
Музыканты:
- Дэвид Боуи — вокал, гитара
- Карлос Аломар — гитара
- Эрл Слик — гитара
- Джордж Мюррей — бас
- Деннис Дэвис — ударные
- Рой Биттэн[англ.] — фортепиано

Технический персонал:
- Дэвид Боуи — музыкальный продюсер
- Гарри Маслин[англ.] — музыкальный продюсер

### Концертные версии
- Запись песни, сделанная на радио Би-би-си, 27 июня 2000 года в Лондоне, впоследствии попала на бонусный диск альбома Bowie at the Beeb, выпущенный после первого издания этой пластинки.

### Другие издания
Песня появилась на следующих сборниках:
- Changestwobowie (1981)
- Golden Years (1983)
- Sound and Vision (1989)
- The Singles Collection (1993)
- The Best of 1974/1979 (1998)
- Best of Bowie (2002)
- The Platinum Collection (2005)